# Quận Hamilton, New York
Quận Hamilton (tiếng Anh: Hamilton County) là một quận trong tiểu bang New York, Hoa Kỳ. Quận lỵ là thành phố 6. Theo điều tra dân số năm 2019 của Cục điều tra dân số Hoa Kỳ, quận này có dân số 4.416 người.

## Địa lý
Theo Cục điều tra dân số Hoa Kỳ, quận có tổng diện tích km², trong đó có km2 là diện tích mặt nước.